# Wang Anyu
Wang Anyu (chino= 王安宇), es un actor y cantante chino.

## Biografía
Estudió en la Universidad de Comunicación de China (en inglés: "Communication University of China").

## Carrera
Es miembro de la agencia "Easy Plus".
El 14 de diciembre del 2019 obtuvo su primer papel importante cuando se unió al elenco principal de la serie Dreaming Back to the Qing Dynasty (梦回大清) donde interpretó al Príncipe Aisin-Gioro Yinxiang, el 13.º. hijo del Emperador Kangxi (Liu Jun), quien se enamora profundamente de Mingwei (Li Landi) cuando la conoce, hasta el final de la serie el 23 de enero del 2020.
El 16 de diciembre del mismo año se unió al elenco principal de la serie Our Shiny Days donde dio vida a Feng Anyu, un joven que es inspirado por la maestra Chen Hexu para revaluar su propia vida, hasta el final de la serie el 1 de enero del 2020.
En febrero de 2021 se unió al elenco recurrente de la serie Dt.Appledog's Time donde interpretó a Shen Zhe ("Grunt"), hasta el final de la serie el 26 de febrero del mismo año. Previamente el actor Wen Yifan (文苡帆) interpretó a Shen Ze en la serie Go Go Squid! en 2019.
Ese mismo año se unirá al elenco principal de la serie Chasing the Light donde dará vida a Gu Fei. La serie estará adaptada de la novela BL "Chasing the Light".

## Filmografía

### Series de televisión
| Año  | Título                            | Personaje             | Notas        |
| ---- | --------------------------------- | --------------------- | ------------ |
| TBA  | The Miracles                      | Main Role             | 24 episodios |
| TBA  | Ball Lightning                    | Chen Guang            | 36 episodios |
| TBA  | A Journey to Glow                 | Main Role             | 40 episodios |
| TBA  | Chasing the Light                 | Gu Fei                | 24 episodios |
| 2025 | Back for You                      | A Lai                 | 12 episodios |
| 2025 | Such a Good Love                  | Zhou Shui             | 26 episodios |
| 2025 | Be Passionately in Love           | Chen Lu Zhou          | 24 episodios |
| 2024 | Romance in the Alley              | Lin Dong Zhe          | 40 episodios |
| 2024 | Ode to Joy Season 5               | Li Qi Xing            | 34 episodios |
| 2023 | The Last Immortal                 | Gu Jin / Yuan Qi      | 40 episodios |
| 2023 | Ode to Joy Season 4               | Li Qi Xing            | 37 episodios |
| 2022 | Twenty Your Life On Season 2      | Duan Zhen Yu          | 40 episodios |
| 2022 | Ode to Joy Season 3               | Li Qi Xing            | 33 episodios |
| 2022 | Falling into You                  | Duan Yu Cheng         | 26 episodios |
| 2021 | Go Go Squid 2: Dt.Appledog's Time | Shen Zhe / "Grunt"    | 38 episodios |
| 2021 | To Fly with You                   | Shao Bei Sheng        | 35 episodios |
| 2020 | The Heiress                       | Wang Zhong Yu         | 24 episodios |
| 2020 | Forever Love                      | Jiang Zhen Han        | 28 episodios |
| 2020 | Twenty Your Life On               | Duan Zhen Yu          | 40 episodios |
| 2019 | Dreaming Back to the Qing Dynasty | Aisin-Gioro Yin Xiang | 40 episodios |
| 2019 | Our Shiny Days                    | Feng An Yu            | 24 episodios |

### Programas de variedades
| Año  | Título                       | Notas |
| ---- | ---------------------------- | ----- |
| 2021 | Chasing the Light            |       |
| 2018 | The Coming One 2 (明日之子2) |       |
| 2016 | 阳光艺体能                   |       |

### Anuncios
| Año  | Título              | Notas |
| ---- | ------------------- | ----- |
| 2021 | Nongfu Spring Water |       |

### Revistas / sesiones fotográficas
| Año  | Título          | Notas                                                   |
| ---- | --------------- | ------------------------------------------------------- |
| 2020 | NewPic Youth    | junto a Xiang Hanzhi                                    |
| 2020 | Esquire Fine    |                                                         |
| 2020 | Men’s Uno Young | junto a Li Landi y Ding Qiao - (publicación de febrero) |

### Endorsos
| Año   | Título            | Notas     |
| ----- | ----------------- | --------- |
| 2021- | I.T Fashion Label | Embajador |

## Premios y nominaciones
| Año  | Categoría      | Premio                                                             | Trabajo                           | Resultado |
| ---- | -------------- | ------------------------------------------------------------------ | --------------------------------- | --------- |
| 2020 | Newcomer Actor | Busan International Film Festival’s Asian Contents and Film Market | Dreaming Back to the Qing Dynasty | Nominado  |